# Tommy Seebach
Tommy Seebach Mortensen (Kopenhagen, 14 september 1949 - aldaar, 31 maart 2003) was een Deens zanger, componist, toetsenspeler, pianist en producer.
Tommy Seebach stond in Denemarken bekend als de 'Koning der Popmuziek'. Hij schreef veelal vrolijke, onbezorgde melodietjes, die hij meestal door Keld Heick van tekst liet voorzien.
Hij maakte vooral faam door in 1979 Dansk Melodi Grand Prix te winnen met het nummer Disco Tango. Het werd een megahit in Denemarken en een bescheiden hit in sommige andere Europese landen. Met het liedje deed hij tevens mee aan het Eurovisiesongfestival 1979 te Jeruzalem, waar hij zesde werd. Seebach deed nog meermaals mee aan de Deense voorronde van het songfestival. Na 1979 won hij nog tweemaal en vertegenwoordigde zijn land op het Eurovisiesongfestival: in 1981 zong hij Krøller eller ej in duet met een van de achtergrondzangeressen van twee jaar eerder, Debbie Cameron; ze werden elfde. In 1993 trad hij voor het voetlicht met de Tommy Seebach Band en Under stjernerne på himlen, dat in het Ierse Millstreet met negen punten op een bedroevende 22ste plaats strandde. Alle drie liedjes schreef hij samen met Keld Heick. In 1979 en 1981 was zijn dirigent de beroemde Deense jazztrompettist Allan Botschinsky. In 1993 stond de Noor George Keller voor het orkest.
Zijn levensstijl eiste nadien zijn tol: hij werd een alcoholist en op 31 maart 2003 stierf hij uiteindelijk aan een hartaanval in het Deense pretpark Dyrehavsbakken, waar hij geregeld als performer optrad.
Hij was getrouwd en had drie kinderen, onder wie Rasmus Seebach.
In 2010 maakte de documentairemaker Sami Saif over hem de film Tommy.
1957: Birthe Wilke & Gustav Winckler · 
1958: Raquel Rastenni · 
1959: Birthe Wilke · 
1960: Katy Bødtger · 
1961: Dario Campeotto · 
1962: Ellen Winther · 
1963: Grethe & Jørgen Ingmann · 
1964: Bjørn Tidmand · 
1965: Birgit Brüel · 
1966: Ulla Pia · 
1978: Mabel · 
1979: Tommy Seebach · 
1980: Bamses Venner · 
1981: Tommy Seebach & Debbie Cameron · 
1982: Brixx · 
1983: Gry Johansen · 
1984: Hot Eyes · 
1985: Hot Eyes · 
1986: Trax · 
1987: Anne Cathrine Herdorf & Bandjo · 
1988: Hot Eyes · 
1989: Birthe Kjær · 
1990: Lonnie Devantier · 
1991: Anders Frandsen · 
1992: Lotte Nilsson & Kenny Lübcke · 
1993: Tommy Seebach Band · 
1995: Aud Wilken · 
1997: Kølig Kaj · 
1999: Michael Teschl & Trine Jepsen · 
2000: Olsen Brothers · 
2001: Rollo & King · 
2002: Malene · 
2004: Tomas Thordarson · 
2005: Jakob Sveistrup · 
2006: Sidsel Ben Semmane · 
2007: DQ · 
2008: Simon Mathew · 
2009: Niels Brinck · 
2010: Chanée & N'evergreen · 
2011: A Friend in London · 
2012: Soluna Samay · 
2013: Emmelie de Forest · 
2014: Basim · 
2015: Anti Social Media · 
2016: Lighthouse X · 
2017: Anja Nissen · 
2018: Rasmussen · 
2019: Leonora · 
2021: Fyr & Flamme · 
2022: REDDI · 
2023: Reiley · 
2024: Saba · 
2025: Sissal
- Biblioteca Nacional de España: XX5048743
- Gemeinsame Normdatei: 1017098557
- International Standard Name Identifier: 0000 0001 2978 6324
- MusicBrainz: 0fa4399d-1b5b-465b-9475-98775919b93f
- Virtual International Authority File: 193587918
- WorldCat: E39PBJbtmBBhJFH3gkPk6JxqwC